# Julia Glushko
Julia Glushko (* 1. Januar 1990 in Donezk, Ukrainische SSR, Sowjetunion) ist eine israelische Tennisspielerin.

## Karriere
Glushko begann im Alter von vier Jahren mit dem Tennisspielen. Auf dem ITF Women’s Circuit gewann sie bislang 11 Einzel- und 14 Doppeltitel. Ihr erstes Match für die israelische Fed-Cup-Mannschaft bestritt sie am 22. April 2007 gegen Kanada, sie verlor ihr Einzel gegen Marie-Ève Pelletier mit 1:6 und 1:6. Inzwischen hat sie bereits 58 Fed-Cup-Partien bestritten, von denen sie jeweils 29 Partien gewann bzw. verlor.
2012 gelang ihr auf Anhieb die Qualifikation für die US Open und sie stand erstmals im Hauptfeld eines Grand-Slam-Turniers. Sie verlor in Runde eins mit 5:7 und 2:6 gegen Yanina Wickmayer; 2013 erreichte sie dort die dritte Runde. 2014 war die erste Saison, in der sie im Einzel an allen Grand-Slam-Turnieren in der Hauptrunde antrat. Im genannten Jahr erreichte sie bei den French Open die dritte Runde, während sie bei den anderen Turnieren jeweils in Runde eins ausschied.

## Persönliches
Julia Glushko spricht neben Hebräisch auch Englisch und Russisch. Ihre jüngere Schwester Lina ist ebenfalls Tennisprofi.

## Turniersiege

### Einzel

#### Turniersiege
| Nr. | Datum             | Turnier            | Kategorie   | Belag     | Finalgegnerin            | Ergebnis       |
| --- | ----------------- | ------------------ | ----------- | --------- | ------------------------ | -------------- |
| 1.  | 11. November 2007 | Mallorca           | ITF $10.000 | Sand      | Diana Enache             | 6:0, 6:0       |
| 2.  | 30. Mai 2010      | Raanana            | ITF $10.000 | Hartplatz | Keren Shlomo             | 6:1, 6:3       |
| 3.  | 24. Oktober 2010  | Akkon              | ITF $10.000 | Hartplatz | Julia Kimmelmann         | 6:2, 6:2       |
| 4.  | 7. November 2011  | Kalgoorlie-Boulder | ITF $25.000 | Hartplatz | Isabella Holland         | 6:1, 6:2       |
| 5.  | 28. November 2011 | Traralgon          | ITF $25.000 | Hartplatz | Sacha Jones              | 2:6, 7:5, 7:64 |
| 6.  | 29. Juli 2012     | Lexington          | ITF $50.000 | Hartplatz | Johanna Konta            | 6:3, 6:0       |
| 7.  | 24. März 2013     | Palm Harbor        | ITF $25.000 | Sand      | Patricia Mayr-Achleitner | 2:6, 6:0, 6:4  |
| 8.  | 5. Mai 2018       | Waterloo           | ITF $50.000 | Sand      | Gabriela Dabrowski       | 6:1, 6:3       |
| 9.  | 2. Juni 2018      | Hua Hin            | ITF $25.000 | Hartplatz | Alexandra Bozovic        | 6:2, 6:2       |
| 10. | 16. Juni 2018     | Singapur           | ITF $25.000 | Hartplatz | Risa Ozaki               | 1:6, 6:1, 6:4  |
| 11. | 29. Juli 2018     | Granby             | ITF $60.000 | Hartplatz | Arina Rodionova          | 6:4, 6:3       |

### Doppel
| Nr. | Datum             | Turnier              | Kategorie    | Belag     | Partnerin            | Finalgegnerinnen                      | Ergebnis          |
| --- | ----------------- | -------------------- | ------------ | --------- | -------------------- | ------------------------------------- | ----------------- |
| 1.  | 16. Februar 2008  | Albufeira            | ITF $10.000  | Hartplatz | Marina Melnikova     | Martina Babakova Jelena Tschalowa     | 6:3, 0:6, [11:9]  |
| 2.  | 22. März 2008     | Porto Rafti          | ITF $10.000  | Hartplatz | Dominice Ripoll      | Nicole Clerico Mika Urbancic          | 1:6, 7:5, [10:7]  |
| 3.  | 23. Mai 2008      | Raanana              | ITF $10.000  | Hartplatz | Manana Shapakidze    | Chen Astrogo Marcella Koek            | 7:5, 6:75, [10:6] |
| 4.  | 29. Mai 2010      | Raanana              | ITF $10.000  | Hartplatz | Keren Shlomo         | Efrat Mishor Anna Rapoport            | 3:6, 7:66, [10:3] |
| 5.  | 18. Juli 2010     | Atlanta              | ITF $10.000  | Hartplatz | Kristy Frilling      | Irina Falconi Maria Sanchez           | 6:2, 2:6, [10:7]  |
| 6.  | 22. Oktober 2010  | Akkon                | ITF $10.000  | Hartplatz | Janina Toljan        | Gally De Wael Zuzana Linhová          | 6:2, 6:2          |
| 7.  | 4. August 2012    | Vancouver            | ITF $100.000 | Hartplatz | Olivia Rogowska      | Jacqueline Cako Natalie Pluskota      | 6:4, 5:7, [10:7]  |
| 8.  | 18. Mai 2013      | Saint Gaudens        | ITF $50.000  | Sand      | Paula Ormaechea      | Stephanie Dubois Kurumi Nara          | 7:5, 7:611        |
| 9.  | 15. Mai 2015      | Saint Gaudens        | ITF $50.000  | Sand      | Mariana Duque Mariño | Beatriz Haddad Maia Nicole Melichar   | 1:6, 7:65, [10:4] |
| 10. | 16. November 2015 | Scottsdale           | ITF $50.000  | Hartplatz | Rebecca Peterson     | Viktorija Golubic Stephanie Vogt      | 4:6, 7:5, [10:6]  |
| 11. | 7. Mai 2016       | Indian Harbour Beach | ITF $75.000  | Sand      | Alexandra Panowa     | Jessica Pegula Maria Sanchez          | 7:5, 6:4          |
| 12. | 7. Mai 2016       | Mornington           | ITF $25.000  | Sand      | Barbora Krejčíková   | Jessica Moore Varatchaya Wongteanchai | 6:4, 2:6, [11:9]  |
| 13. | 2. Juni 2017      | Grado                | ITF $25.000  | Sand      | Priscilla Hon        | Tereza Mrdeža Conny Perrin            | 7:5, 6:2          |
| 14. | 10. Juni 2017     | Brescia              | ITF $60.000  | Sand      | Priscilla Hon        | Montserrat González Ilona Kremen      | 2:6, 7:64, [10:8] |

## Abschneiden bei Grand-Slam-Turnieren

### Einzel
| Turnier         | 2012 | 2013 | 2014 | 2015 | 2016 | 2017 | 2018 | Karriere |
| --------------- | ---- | ---- | ---- | ---- | ---- | ---- | ---- | -------- |
| Australian Open | —    | Q2   | 1    | Q2   | Q3   | Q2   | —    | 1        |
| French Open     | —    | 1    | 3    | Q1   | Q2   | —    | —    | 3        |
| Wimbledon       | —    | Q3   | 1    | Q1   | Q1   | —    | —    | 1        |
| US Open         | 1    | 3    | 1    | Q2   | Q2   | —    | 2    | 3        |